# Saline, Skottland
Saline är en ort i Storbritannien.   Den ligger i kommunen Fife och riksdelen Skottland, i den centrala delen av landet, 600 km norr om huvudstaden London. Saline ligger 134 meter över havet och antalet invånare är 1 161.
Terrängen runt Saline är platt söderut, men norrut är den kuperad. Runt Saline är det ganska tätbefolkat, med 207 invånare per kvadratkilometer. Närmaste större samhälle är Dunfermline, 8,4 km sydost om Saline. Trakten runt Saline består i huvudsak av gräsmarker.